# Manège militaire de Cathcart
Le manège militaire de Cathcart est un manège militaire (en) des Forces armées canadiennes et un édifice fédéral du patrimoine situé sur la rue Cathcart au centre-ville de Montréal au Québec.
Construit entre 1933 et 1934, il est anciennement connu sous le nom du manège militaire des Victoria Rifles, unité de milice distinguée qui occupe une place importante dans l’histoire militaire de Canada. Le régiment achète le terrain en 1886 et lance un projet de construction qui sera plus tard approuvé par le ministère de la Défense nationale, qui accepte éventuellement de financer la construction en échange du titre de propriété. Achevé en janvier 1934, le manège est occupé par le Victoria Rifles Regiment jusqu'en 1965.
C'est maintenant la base montréalaise du Régiment de Maisonneuve et est souvent désigné par ce nom.
Conçu par David Jerome Spence dans un style gothique Tudor, le manège est désigné comme édifice fédéral du patrimoine le 24 juillet 1984.